# Jean Marc Turine
 (février 2020).
Si vous disposez d'ouvrages ou d'articles de référence ou si vous connaissez des sites web de qualité traitant du thème abordé ici, merci de compléter l'article en donnant les références utiles à sa vérifiabilité et en les liant à la section « Notes et références ».
Jean-Marc Turine, né le 13 septembre 1946 à Bruxelles (Belgique), est un écrivain, réalisateur et producteur belge.

## Biographie
En septembre 1959, Jean-Marc Turine a 13 ans et intègre le collège Saint-Michel situé à Etterbeek (Bruxelles). Il y subit des agressions sexuelles et des viols de la part de plusieurs prêtres jésuites pendant toute son adolescence. Il pense alors à mourir : « Et c’est ça qu’ils amènent à faire, ces types. Ils amènent à nous tuer. Et s’ils ne nous tuent pas physiquement, ils nous tuent quand même. Nous sommes morts. Quand on sort de leur chambre, nous sommes morts. Morts. […] Je crois que nous sommes tous des survivants. » C'est uniquement en 2022 qu'il relate cette partie de sa vie dans son ouvrage Révérends pères,. 
D'abord enseignant, Jean-Marc Turine a été producteur à France Culture. Il est notamment connu pour ses enregistrements discographiques.
Ami de Marguerite Duras dont il fit la rencontre sur le tournage de Jaune le soleil, il coscénarise avec celle-ci et Jean Mascolo, Les Enfants, sorti en 1985.
Il est le producteur et réalisateur, en collaboration avec Jean Mascolo, de plusieurs films documentaires à caractère historique, littéraire ou sociétal, notamment consacrés à Robert Antelme ou encore au groupe de la rue Saint-Benoît.
Il est également producteur pour la RTBF et il a contribué aux actions du Collectif Manifestement.

## Récompenses
- Grand prix de l'Association du cinéma d'art et d'essai au Festival de Berlin 1985 pour Les Enfants.
- Grand prix de l'Académie Charles-Cros dans la catégorie « Paroles enregistrée » pour Le Ravissement de la parole (4 CD), série d'entretiens de Marguerite Duras publié en 1997 par Radio France et l'INA dans la collection « Les Grandes heures ».
- Grand prix de l'Académie Charles-Cros 2000 dans la catégorie « Parole enregistrée » pour Crimes contre l'humanité (2 CD) aux Éditions Frémeaux, et Le Négationnisme ou L'abus d'oubli, en collaboration avec Valérie Igoumet et préfacé par Simone Veil.
- Prix des cinq continents de la francophonie en 2018 pour La Théo des fleuves